# Reino da Croácia (Habsburgo)
O Reino de Croácia (em croata: Hrvatska Kraljevina, em Latim: Regnum Croatiae, em alemão: Königreich Kroatien) foi uma divisão administrativa que existiu entre 1527 e 1868 dentro da Monarquia dos Habsburgo (também conhecida entre 1804 e 1867 como Império Austríaco). O Reino era uma parte das terras da Coroa de Santo Estêvão, mas esteve sujeito ao governo direto imperial dos austríacos durante longos períodos de tempo, incluindo seus últimos anos. Sua capital era Zagreb. Em 1699, foi-lhe atribuído o Reino de Eslavônia, com a criação do Reino de Croácia-Eslavônia.

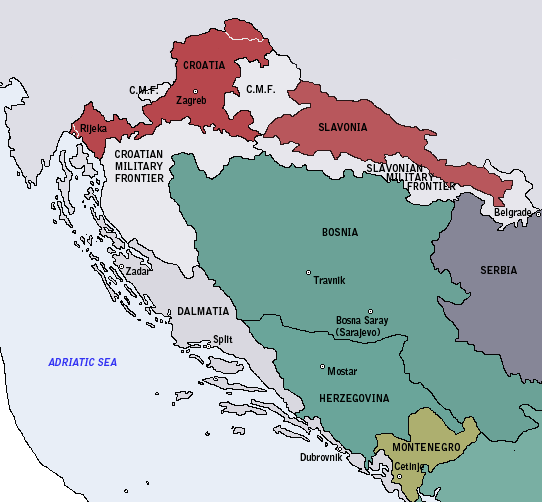
O Habsburgo Reino da Croácia (vermelho) na sua maior extensão territorial em 1848. O Reino da Eslavônia (vermelho claro) era, na época, um reino autônomo subordinado ao Reino da Croácia.

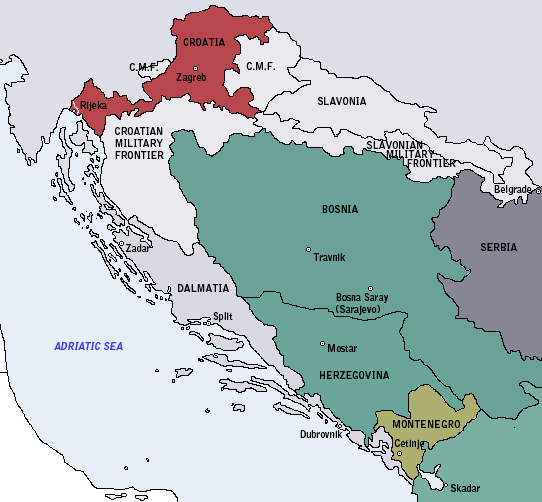
Mapa da Reino da Croácia (vermelho) em finais de 1867 e início de 1868, antes do Nagodba. Outras terras do Império austríaco estão em branco (e cinza claro).

Desde 1102, por motivos dinásticos, o Reino da Hungria tinha incorporado as terras habitadas pelos croatas. Depois da derrota húngara na Batalha de Mohács de 1527 e a consequente ocupação do país pelos otomanos, os nobres húngaros e croatas outorgaram a coroa do Reino da Hungria, no que foi conhecido como Parlamento de Cetin, ao arquiduque da Áustria Fernando I, da dinastia de Habsburgo.
A oposição a esta nomeação, defendendo a causa de Ivan Zapolja, foi facilmente vencida, e depois da morte de Zapolja em 1540, a incorporação da Hungria (e por tanto, Croácia) aos domínios da Casa de Habsburgo foi definitiva. Este artigo trata sobre a história da região baixo o domínio austríaco.

## A guerra contra os otomanos
Esta unificação não foi a solução ao expansionismo do Império otomano. Durante todo o século XVI, este avançou pouco a pouco para o norte, ocupando Eslavônia, Bósnia e Lika.

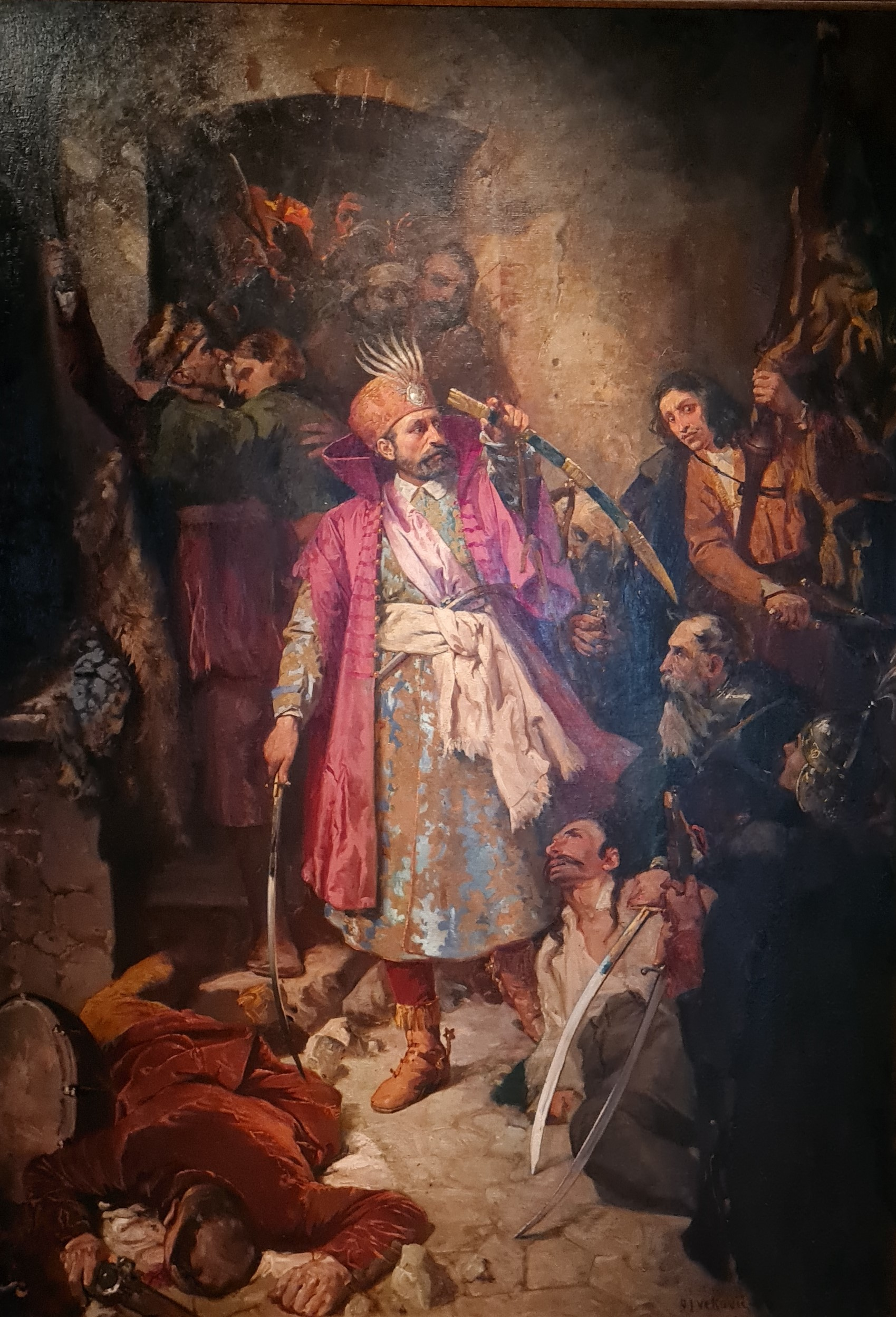
Nikola Šubić Zrinski lutando contra os turcos no lugar de Szigetvár.

Em 1565, aproveitando do confronto entre Maximiliano II de Habsburgo e Segismundo II de Polônia, Solimão o Magnífico invadiu a Hungria pela sexta vez com 150000 soldados, avançando até sitiar a pequena fortaleza de Siget (Szigetvár), onde o conde Nikola Šubić Zrinski, com só 2300 homens, opôs uma forte resistência.  Depois de um mês de duro assédio caíram, mas o atraso produzido ao exército turco por esta Batalha de Szigetvár, permitiu ao exército austríaco reorganizar-se dantes de que os otomanos chegassem a Viena.
Por ordens reais, em 1553 e 1578, amplas zonas fronteiriças de Croácia e Eslavônia converteram-se na Fronteira Militar (Vojna Krajina), baixo autoridade direta do alto comando militar de Viena. A proximidade ao inimigo turco converteu-as em terras desabitadas, pelo que a monarquia austríaca animou a sérvios, checos, húngaros, eslovacos, alemães, ucranianos e outros povos eslavos a assentar na zona como colchão.

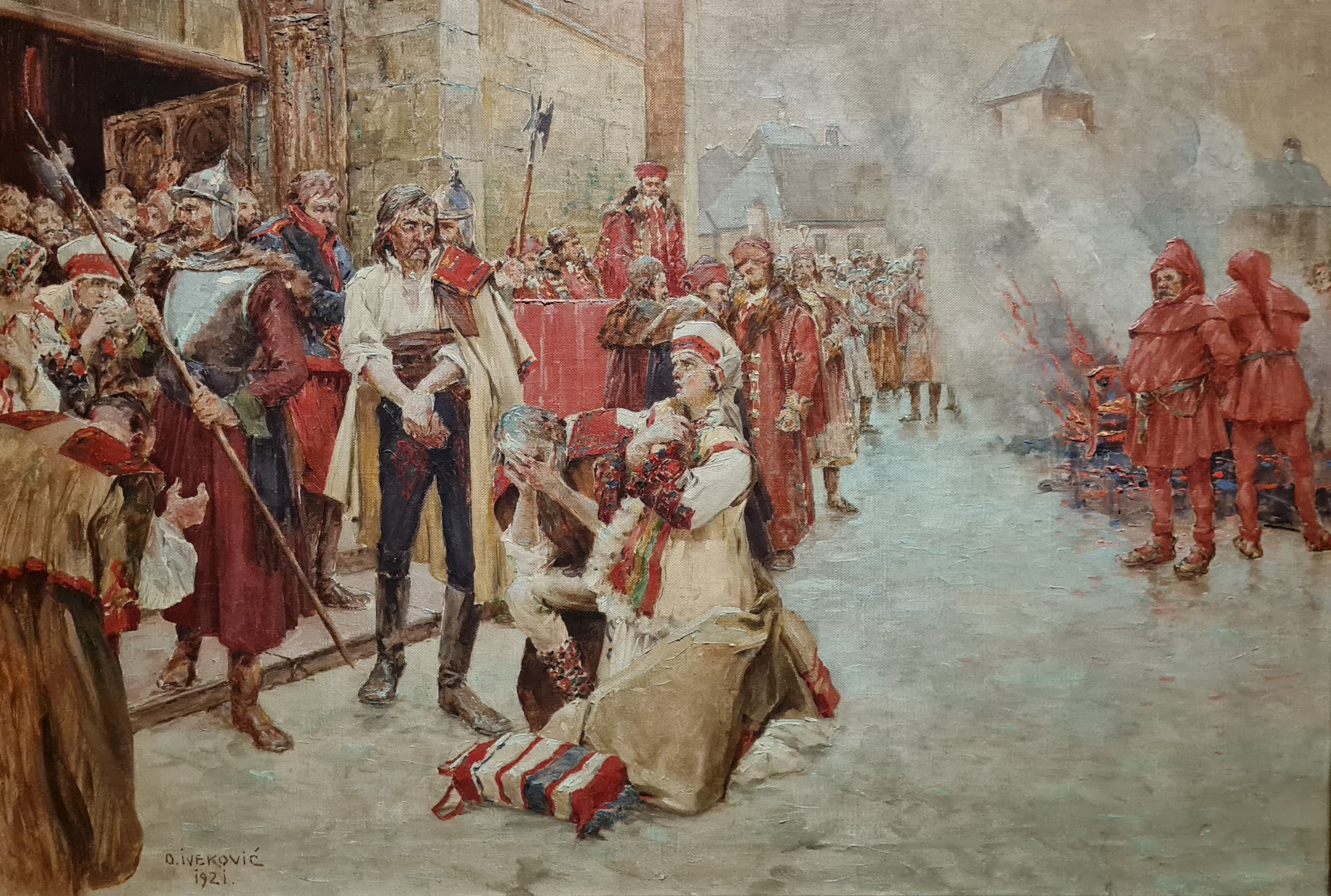
Execução de Matija Gubec na praça de São Marcos de Zagreb.

Os abusos feudais (altos impostos, abusos a mulheres... veja-se maus usos) levaram os camponeses do norte da Croácia e Eslavônia a se rebelarem contra seus senhores em 1573, na Revolta Camponesa dos Croatas e Eslovenos. Ambroz Matija Gubec e outros líderes do motim alçaram em armas uns sessenta feudos em janeiro desse ano, ainda que o exército reprimiu a revolta no mês seguinte. Matija Gubec e mais milhares foram executados publicamente como advertência para futuros amotinados.
Enquanto, a guerra contra os turcos continuava, e depois da queda do forte de Bihać ante o visir bosnio Hasan-pasha Predojević em 1592, só pequenas zonas da Croácia ficaram livres do domínio turco. Estes 16800 km² foram chamados os vestígios dos vestígios do uma vez grande Reino de Croácia. 

## Séculos XVII e XVIII

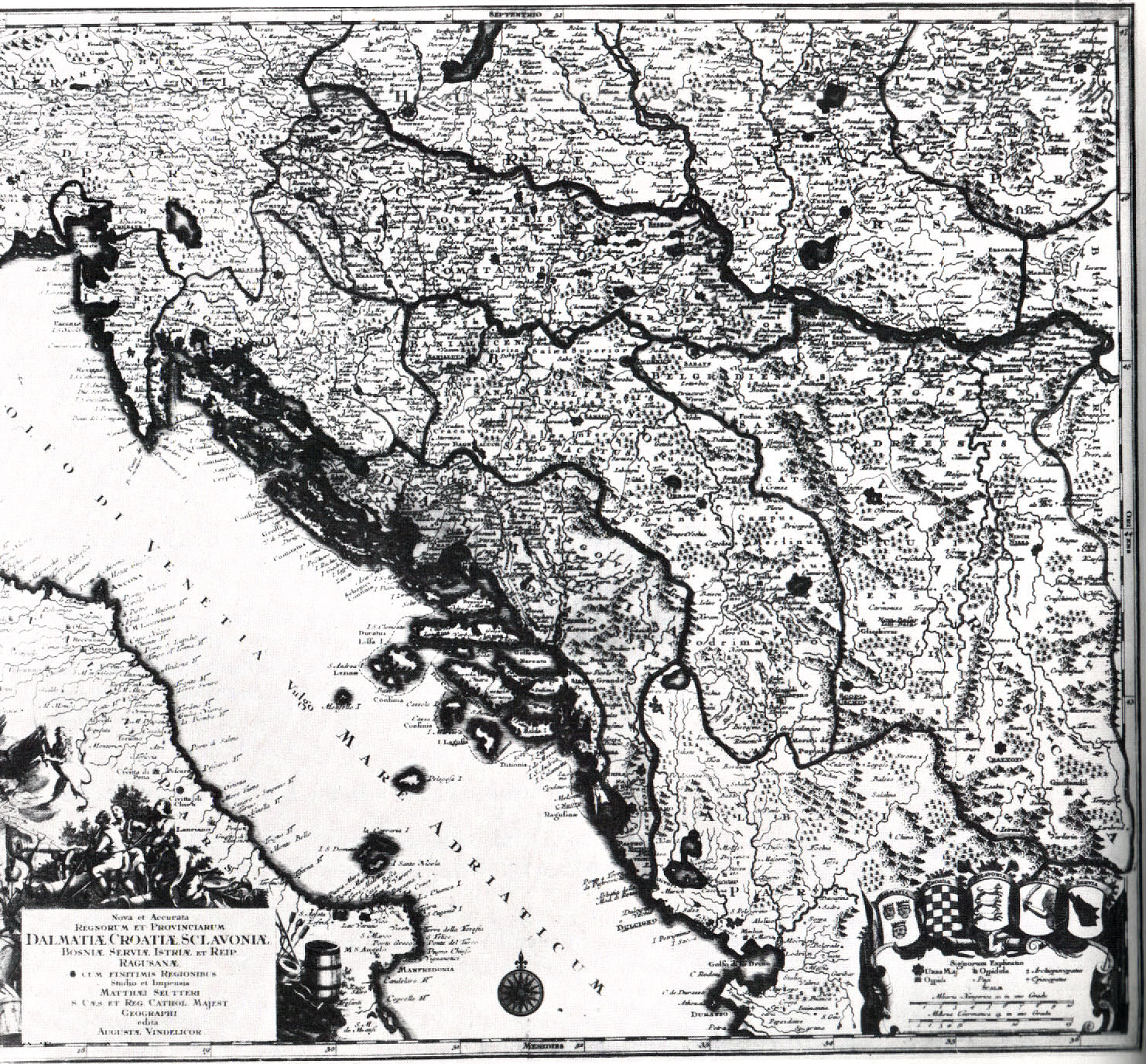
Mapa de Dalmácia, Croácia, Eslavônia, Bósnia, Sérvia, Istria e a República de Dubrovnik

Depois da batalha de Sisak de 1593, que terminou com a derrota otomana e a expulsão dos turcos da Croácia, se recuperou a maior parte do território em mãos turcas, que só puderam conservar a Bósnia.

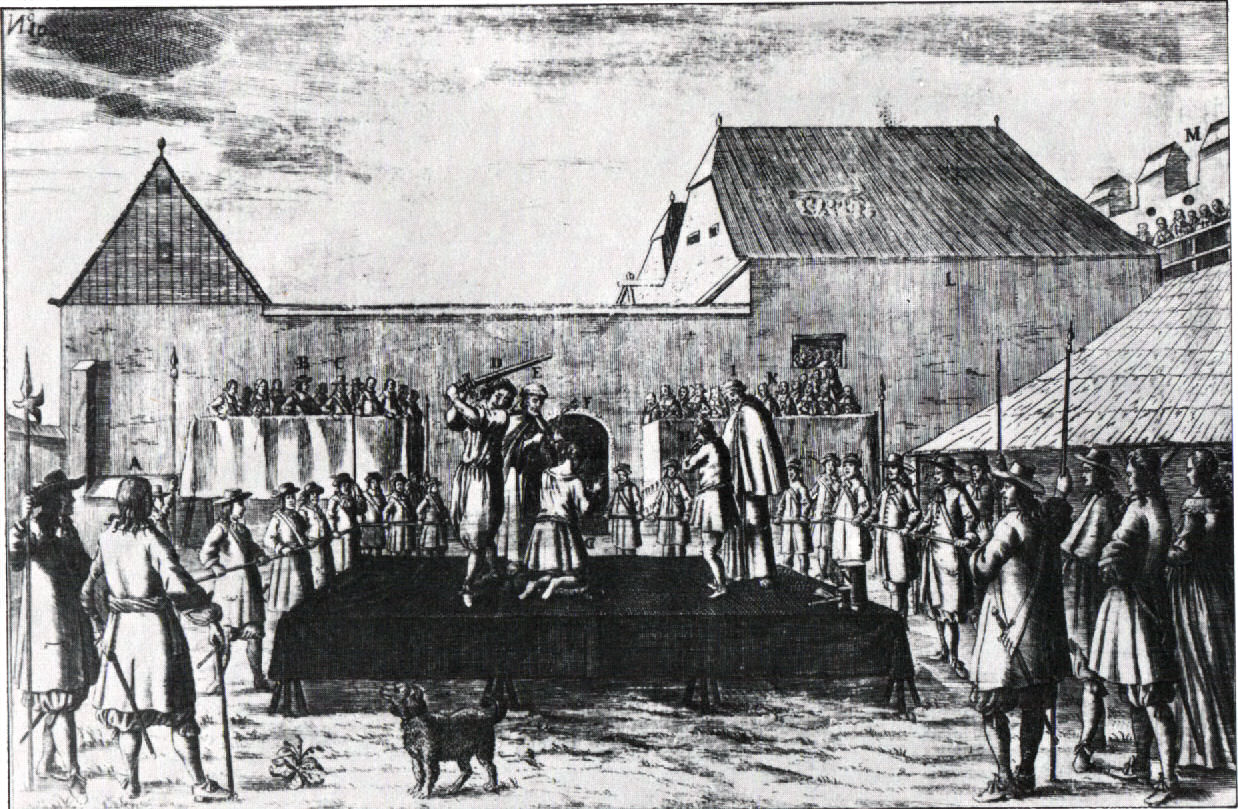
Assassinato de Petar Zrinski e Krsto Frankopan em Wiener Neustadt.

Em 1630 os colonos da Fronteira Militar ficam isentos de tributos à nobreza croata, a mudança de seus serviços militares contra os otomanos.
O exército imperial austríaco venceu os otomanos em 1664 mas Leopoldo I de Habsburgo foi incapaz de aproveitar da vitória, e na Paz de Vasvár Hungria e Croácia renunciaram a recuperar mais territórios ocupados pelos turcos. Isto foi causa de mal-estar entre a nobreza húngara e croata, que conspirou contra o Sacro Imperador. No entanto, foram incapazes de tomar medidas efetivas, apesar do apoio francês e turco. A conspiração foi descoberta o 30 de abril de 1671 e os nobres envolvidos, executados, incluindo a Petar Zrinski, F. K. Frankopan, F. Nadasdy e E. Tatenbach, em Wiener Neustadt. Em 1699 produziu-se uma reordenação administrativa e uniram-se o Reino de Croácia e o Reino de Eslavônia para criar o Reino da Croácia-Eslavônia.
Durante a Guerra de Sucessão Austríaca, a Croácia foi uma das Terras Imperiais que obedeceram a Pragmática Sanção de 1713 de Carlos VI do Sacro Império Romano Germânico e apoiaram a sua filha Maria Teresa I. Em consequência, a Imperatriz (Arquiduquesa) concedeu numerosas mordomias a Croácia, mudando o controle da Fronteira Militar e reduzindo o ônus fiscal e as mordomias feudais. Também incorporou o até então porto livre de Rijeka ao Reino de Croácia em 1776. No entanto, ignorou e finalmente desfez o Parlamento Croata, e reduziu sua presença no Conselho da Hungria a um único assento, ocupado pelo bano da Croácia.
Com a queda durante as Guerras Napoleónicas da República de Veneza em 1797 e da República de Ragusa em 1808 e a posterior cessão de suas posses adriáticas por França fundando as Províncias Ilirias. Oito anos depois, derrotada a França na guerra, Áustria anexa-se a costa dálmata no Congresso de Viena de 1815. Cabe realçar que as terras habitadas por croatas (dalmatinos), sérvios, italianos-dálmatas, eslovenos, istro-rumanos e istriotas estavam divididas: Dalmácia e Ístria, para depois formar o Reino de Dalmácia, com parlamento ouSabor próprio desde 1868 até a queda do Império Austro-Húngaro em 1918, quanto Croácia e Eslavônia eram parte da Hungria.

## No século XIX

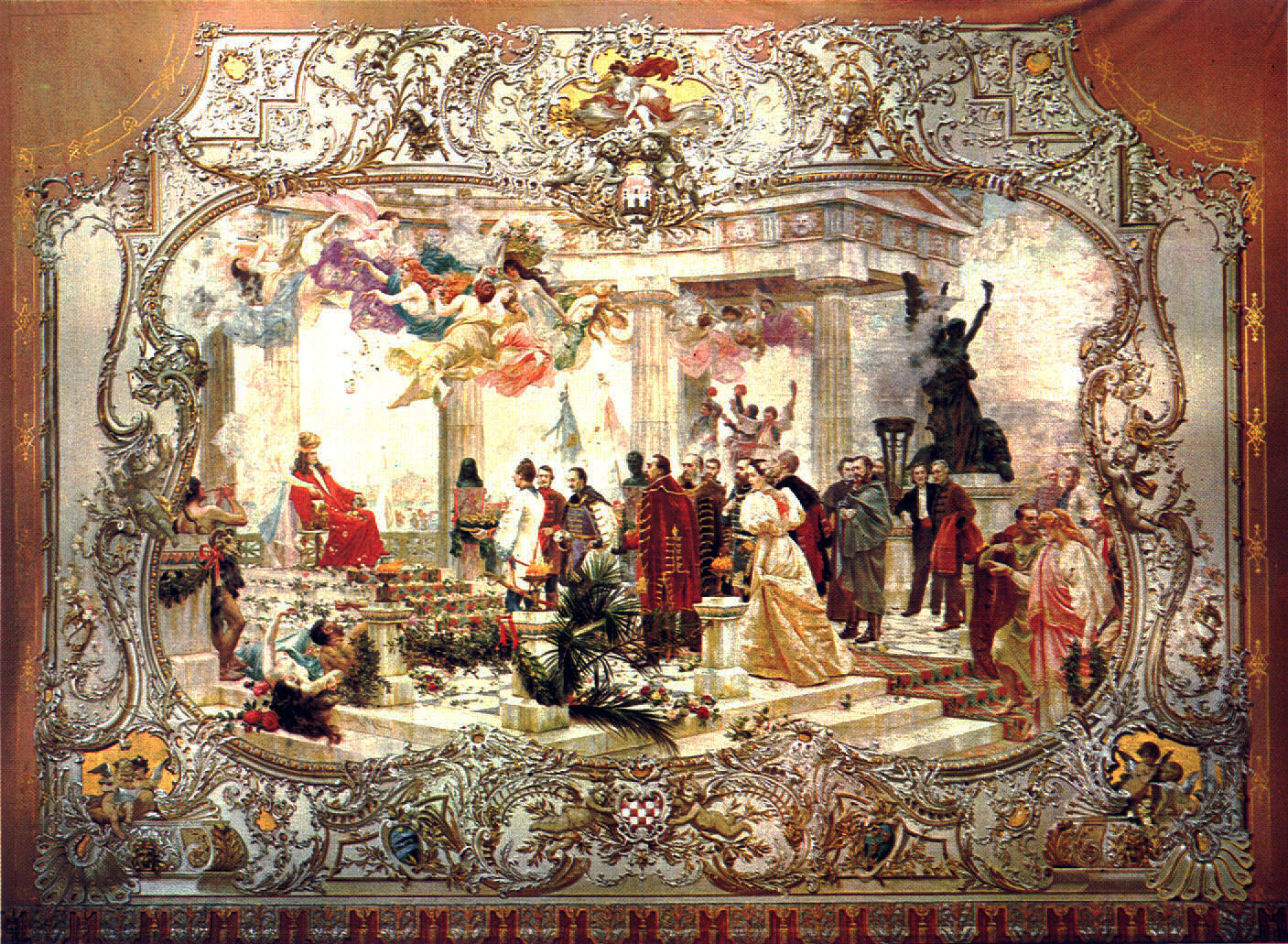
Ivan Gundulic por Vlaho Bukovak/Biagio Baggioni

Durante estes séculos de união com Áustria e Hungria, Croácia sofreu um processo de assimilação: o idioma croata carecia de uso oficial, e produziram-se numerosos assentamentos de austríacos e húngaros na Croácia. Durante o século XIX, durante o renascer nacionalista do Romantismo, o espírito nacional croata ressurgiu em oposição a esta germanização e magiarização. Na década de 1830 nasce o Movimento Ilirio que, equivocadamente, reivindicava as raízes ilírias do povo croata, e influiu na cultura croata e em sua língua. Seu maior representante foi Ljudevit Gaj, primeiro linguista do idioma croata.
Em 1840, os censos do Império Austro-Húngaro da região arrojavam uma população de 1.605.730, dos que:
- 777880 eram croatas (48 %)
- 504179 eram sérvios (32 %)
- 297747 eram Šokci (19 %)

Durante essa mesma década, as metas do movimento passaram de ser meramente culturais a opor-se ao centralismo húngaro. Isto levou à proibição por Metternich em 11 de janeiro de 1843 do uso do nome ou os símbolos, o que freou o avanço do movimento, mas não o deteve.

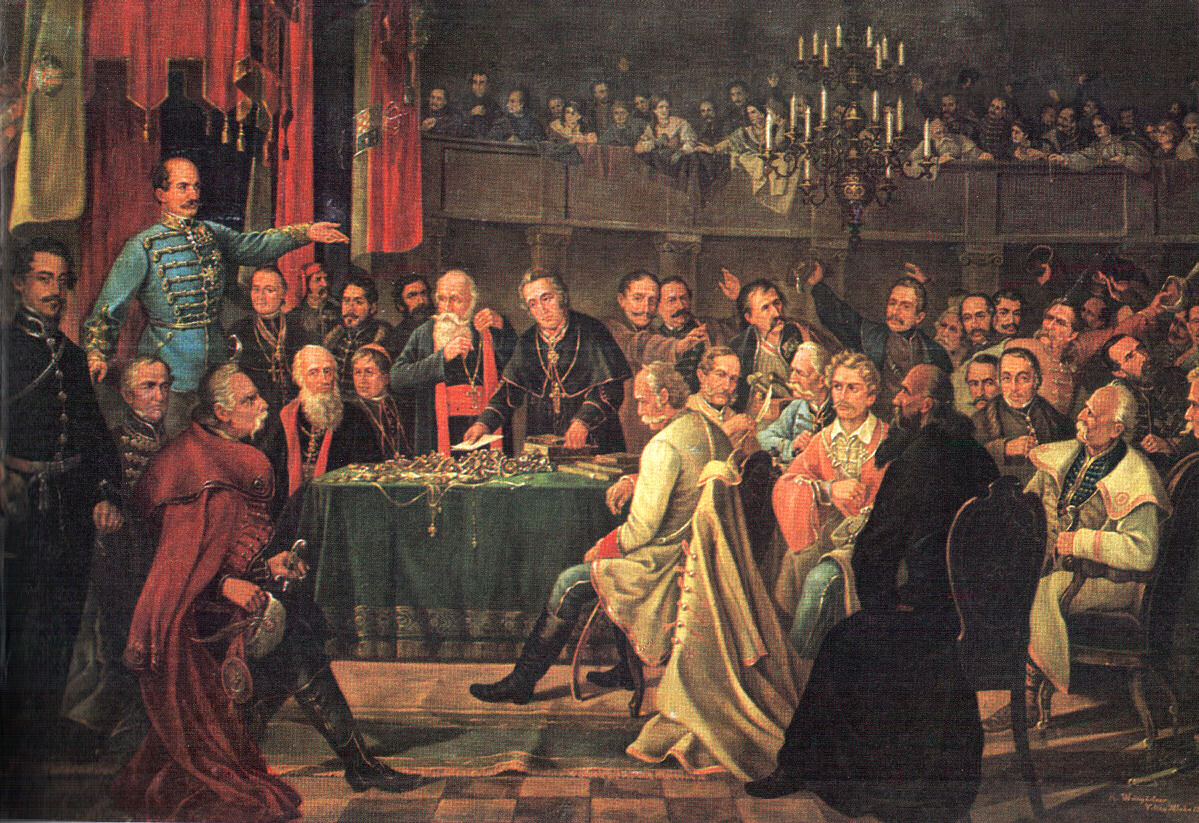
Reunião do Parlamento croata em 1848.

Durante as revoluções de 1848, o governador do banato de Croácia, Jelačić, apoiou as campanhas austríacas para restabelecer o controle imperial na Hungria, liderando uma exitosa campanha até a Batalha de Pakozd. No entanto, Croácia ver-se-ia baixo a dureza absolutista do Barão Alexander von Bach, e depois da conversão do Império num Estado Dual baixo o governo de Levin Rauch, dependente da Hungria em 1867.

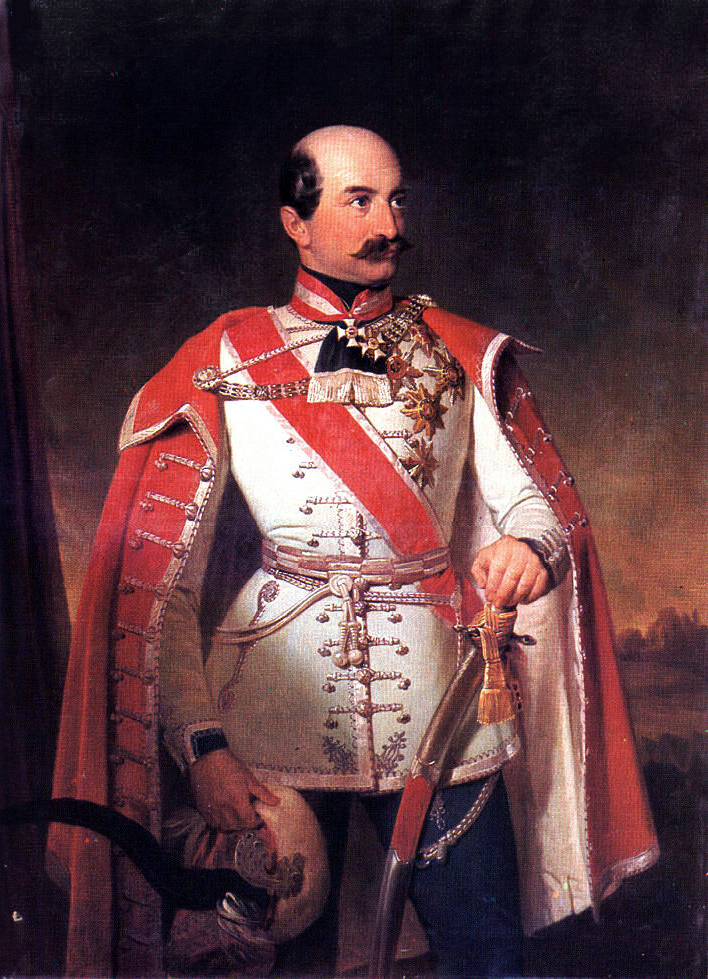
Josip Jelačić, governador do Banato de Croácia

Jelačić conseguiu abolir a servidão na Croácia, eliminando o lastre feudal e reduzindo o poder da aristocracia latifundiária. A divisão da terra conseguinte a parcelou em propriedades muito reduzidas, muitas vezes incapazes de alimentar a uma família, o que propiciou a emigração, começando assim a diáspora croata.
O movimento ilírio estava em pleno esplendor, num auge nacionalista e pan-eslavo com duas tendências:
- A que procurava a unificação das terras habitadas pelo povo croata num «Estado-Nação» independente, liderada pelo parlamentar Ante Starčević.
- A vertente pan-eslava, que defendia a integração dos croatas num Estado que englobasse aos eslavos do sul (Jugoslávia), encabeçada pelo bispo Josip Juraj Strossmayer, fundador da Academia Yugoslava das Artes e as Ciências (hoje Academia Croata das artes e as ciências) e refundador da Universidade de Zagreb em 1874.

Escudo do Reino de Croácia e Eslavônia.

O Ausgleich supôs a ratificação da perda da autonomia croata. Assim, segundo o acordo húngaro-croata de 1868 (em croata:  hrvatsko-ugarska nagodba croata: hrvatsko-ugarska nagodba, conhecido com frequência simplesmente como Nagodba), o governador seria nomeado pela Hungria, o 55% dos impostos iriam ao Governo de Budapeste e o porto de Rijeka ficaria baixo controle direto húngaro. 

Condados de Croácia e Eslavônia no Reino da Hungria entre 1867-68.

O Reino da Croácia e Eslavônia foi então dividido em oito condados, listados a seguir e seguidos de suas capitais entre parênteses:
- Belovár-Körös (Bjelovar)
- Lika-Krbava (Gospić)
- Modrus-Fiume (Ogulin)
- Pozsega (Požega)
- Szerém (Vukovar)
- Varasd (Varaždin)
- Verőce (Osijek)
- Zágráb (Zagreb)

Incorporaram-se a este reino as terras habitadas pelos croatas da costa dalmática e, dado o desaparecimento da ameaça turca, reintegraram-se os territórios da Fronteira Militar aos condados civis em 1881.
Como parte de dito acordo, o Reino Tripartito de Dalmácia, Croácia e Eslavônia reteve seu status histórico, conservando sua bandeira e escudo. No entanto, a Dalmácia converteu-se em parte de Cisleitânia enquanto os outros dois territórios estavam em Transleitânia.
As tentativas de resistir o crescente controle magiar não contaram, ao começo, com o respaldo da comunidade sérvia, desagradada pelo nacionalismo excludente de Starcević e seus seguidores, e preferiu apoiar a Budapeste em troca de manter suas mordomias. O aparecimento da cisão do Partido Croata pelos Direitos de Starcević, o Partido Puro pelos Direitos de seu antigo seguidor Josip Frank, não facilitou a reconciliação entre as comunidades: o novo partido era ainda mais chauvinista e anti-sérbio que a formação de Starcević. Seus partidários concentravam-se na classe média baixa.
Durante o governo de Khuen-Héderváry, a magiarização e o descontentamento social cresceram, sendo as manifestações frequentes. Em 1903 chegaram-se a produzir revoltas e motins. Isto levou ao relevo de Khuen-Héderváry. A começos de século, deu-se também uma mudança notável na política croata: uma aproximação das comunidades croata e sérvia e um debilitamento dos extremistas. A maioria dos grupos passaram a defender a formação de uma Croácia autônoma dentro do Império, reunificando Dalmácia com Croácia-Eslavônia. A principal formação da época, que controlou a vida política até o final da Primeira Guerra Mundial, a Coalizão Croato-sérvia, surgiu nesta época e defendeu esta postura. Nos anos anteriores à Guerra Mundial ficaram marcados pelo fim do Governo de Khuen-Héderváry em 1903, a formação da Coalizão em 1906, a extensão da ideologia jugoslavista e a questão da possível anexião da Bósnia.
A marcha de Khuen-Héderváry para ocupar a presidência do Governo em Budapeste produziu um vazio na política croata e a decadência do Partido Popular (em croata:  Narodna stranka croata: Narodna stranka) sobre o que se tinha cimentado seu mandato. Ao mesmo tempo, o partido de Strossmayer (Partido Independente Croata, em croata:  Hrvatska neovisna stranka croata: Hrvatska neovisna stranka) perdeu respaldo e seus adversários ideológicos estavam divididos em dois: o Partido Croata pelos Direitos e o Partido Puro pelos Direitos. Em dezembro de 1904, os irmãos Radic fundaram o Partido Popular e Camponês Croata, mais adiante Partido Camponês Croata.
A política croata, no entanto, não representava realmente à população. Com restringidíssimo censo eleitoral, só certos burgueses e camponeses acomodados tinham direito a voto, ficando a grande maioria da população, camponesa, excluída da política.

## A Primeira Guerra Mundial
Os confrontos nacionalistas foram interrompidos pela Primeira Guerra Mundial, que começou em 1914 a raiz do assassinato do herdeiro do Império Austro-Húngaro por nacionalistas sérvios. Na guerra, Croácia não foi um campo de batalha de grande importância, mas numerosos soldados croatas lutaram na Frente Oriental, morrendo aos milhares. Foi notável o caso de Svetozar Boroević, oficial do exército austro-húngaro, que converter-se-ia no primeiro marechal não alemão.
Depois de um longo período no que os eslavos do sul se mantiveram fiéis à dinastia, no último ano da guerra foi crescendo o sentimento jugoslavo, o que se refletiu na Declaração de Maio de 1917, que contou com o apoio dos deputados croatas de Cisleitânia. Na Croácia-Eslavônia o medo ante as aspirações italianas em Dalmácia também favorecia a atitude pro-jugoslava, inclusive dos políticos mais nacionalistas.
O majoritário sentimento jugoslavista dos responsáveis políticos eslavos do Império refletiu-se na formação o 5 de outubro de 1918 de uma «Junta Nacional de Eslovenos, Croatas e Sérvios». O 29 de outubro de 1918, o sabor aprovava a ruptura de todo laço político com o Império, e a transferência do poder político à Junta, que tinha recusado a reordenação do Império proposta pelo imperador.